# Septoria plantaginea
Septoria plantaginea är en svampart som beskrevs av Pass. 1879. Septoria plantaginea ingår i släktet Septoria och familjen Mycosphaerellaceae.   Inga underarter finns listade i Catalogue of Life.